# Le Mesnil-Hardray
Le Mesnil-Hardray település Franciaországban, Eure megyében. Lakosainak száma 70 fő (2018. január 1.). Le Mesnil-Hardray Conches-en-Ouche, Le Fresne, Nagel-Séez-Mesnil, Nogent-le-Sec és Orvaux községekkel határos.

## Népesség
A település népességének változása:
| Lakosok száma | 64   | 44   | 46   | 47   | 44   | 57   | 63   | 69   | 74   | 70   |
|               | 1968 | 1975 | 1982 | 1990 | 1999 | 2011 | 2013 | 2015 | 2017 | 2018 |